# Esmeralda (telenovela brasileira)
Esmeralda é uma telenovela brasileira que foi  produzida pelo SBT e exibida em 6 de dezembro de 2004 até 19 de julho de 2005, em 194 capítulos, substituiu Seus Olhos e foi substituída por Os Ricos Também Choram.
É uma versão da telenovela venezuelana de mesmo nome Esmeralda, de Delia Fiallo, sendo adaptada por Henrique Zambelli, com colaboração de Rogério Garcia, supervisão de texto de Therezinha Giácomo, sob direção de Jacques Lagôa e Luiz Antônio Piá e direção geral de Henrique Martins.
Conta com Bianca Castanho, Cláudio Lins, Lucinha Lins, Paulo César Grande, Karina Barum, Daniel Andrade, Tânia Bondezan e Fabiana Alvarez nos papéis principais.

## Antecedentes
A história original de Esmeralda foi produzida pela venezuelana Venevisión em 1971 e protagonizada por Lupita Ferrer e José Bardina. Em 1984, a concorrente da Venevisión, a Radio Caracas Televisión, produziu um remake, Topázio, estrelada por Grecia Colmenares e Víctor Cámara, que foi apresentada pelo SBT entre 14 de julho de 1992 e 1 de março de 1993. Entre 2 de outubro de 2000 e 6 de março de 2001, o SBT apresentou a versão mexicana dessa história, Esmeralda, com Leticia Calderón e Fernando Colunga como protagonistas, que, por sua vez, originou essa versão brasileira. Relembrando o sucesso da novela, os diretores resolveram fazer a adaptação, reproduzindo-a em solo brasileiro.

## Sinopse

### Primeira fase
Numa noite de tempestade nascem duas crianças, uma menina, filha de ricos fazendeiros, e um menino, filho de camponeses. Branca Álvares Real (Lucinha Lins) está em trabalho de parto então, o médico da região é imediatamente chamado para socorrê-la mas não consegue chegar a tempo, pois em virtude do imenso mau tempo, um raio atinge uma árvore e esta cai no meio da estrada, impedindo a chegada à casa grande. Então, com a ausência do médico, a curandeira e parteira da região, Rosário (Manoelita Lustosa), é chamada às pressas. Depois de um parto difícil e já quase sem forças, Branca finalmente consegue dar à luz. Mas, contrariando o grande desejo de todos, principalmente de seu marido, o imponente Rodolfo Álvares Real (Paulo César Grande), cujo sonho é ser pai de um menino forte e saudável, a criança vinda ao mundo se trata de uma menina e que, aparentemente, nasce morta. A governanta dos Álvares Real, Margarida (Sônia Guedes), fica muito aflita ao saber de tudo, principalmente porque Branca não poderia mais engravidar, o que geraria um grande abalo na família.
Diante dos lamentáveis fatos, Rosário desabafa com Margarida sobre o quanto a vida podia ser irônica e que poucas horas antes de sua ida a Casa Grande, realizara outro parto e curiosamente o bebê era um lindo menino, mas este tinha ficado órfão, pois a mãe morrera logo após a criança nascer e o pai, tempos antes, havia falecido em um estouro de gado. Ao saber da história e querendo, de certa forma, consertar tudo, a governanta imediatamente sugere a troca das crianças. Rosário a princípio se recusa, achando aquilo muito absurdo mas, acaba cedendo depois de muita insistência de Margarida. Assim, acontece a troca dos bebês e, Margarida paga a Rosário tanto com dinheiro, como com um valioso par de brincos de esmeralda, pedindo a parteira que se encarregue do enterro da menina e de guardar para sempre o segredo.
Antes de providenciar o enterro da mãe do menino e da filha de Branca, Rosário percebe que a recém-nascida não morreu e sim, que houve um grande engano. Aflita, a parteira pensa em revelar tudo à família Álvares Real, mas teme ser mandada presa, já que poderiam acusá-la de mentir sobre a morte do bebê, para ficar com o mesmo e o pagamento recebido. Por isso, Rosário resolve manter segredo e passa a cuidar da menina, a quem batiza de Esmeralda, sendo o nome uma referência às joias que recebeu.
Enquanto isso, na fazenda Dona Carolina, o nascimento do menino batizado de José Armando Álvares Real, é comemorado por todos. Porém, após Branca sentir a falta dos valiosos brincos, Margarida conta à patroa porque eles sumiram e o que aconteceu na noite de seu parto. Arrasada e desiludida, Branca decide se calar e criar o recém-nascido como se fosse seu filho, sem que o marido jamais saiba a procedência dele. No mesmo dia, a família volta para a capital São Felipe. Tempos depois, eles retornariam à fazenda uma única vez e depois disso, nunca mais, com exceção de Rodolfo, que todo ano visitava a casa grande e a fazenda, mas sempre sozinho.

### Segunda fase
Anos anos mais tarde, a família retorna à fazenda Dona Carolina para passar férias. O menino nascido naquela noite, José Armando Álvares Real (Cláudio Lins), agora é um jovem culto, bem educado e recém formado em medicina. Já Esmeralda (Bianca Castanho), a verdadeira filha dos Álvares Real, ainda vive no campo com Rosário de forma muito humilde,e simples. Esmeralda é uma pessoa com deficiência visual. Suas únicas companhias são a família Lucéro, o bobo e simpático Sabiá (Antônio Petrin), Firmino (Josmar Martins), que trabalha no cemitério e que se tornou um grande conselheiro e praticamente um pai para Esmeralda e, o temido Dr. Lúcio Malaver (Delano Avelar), que era um ótimo e exemplar médico da região, mas acabou se tornando um homem amargo e recluso, depois de ter ficado com um lado do rosto desfigurado após ter salvo Esmeralda de um incêndio quando ela era criança. Depois de ter lhe ensinado bons modos e passado vários conhecimentos a ela, Malaver criou uma verdadeira obsessão amorosa pela jovem, achando que ela lhe deve os sentimentos e principalmente, a vida.
A ida para a fazenda traz de volta as lembranças em Branca e Margarida, a respeito da noite de tempestade e do nascimento dos bebês. Elas agora tentam encontrar o túmulo da recém-nascida morta, sem saber que esse bebê sobreviveu e é na verdade, Esmeralda. Ao mesmo tempo, temem que Rodolfo descubra alguma coisa.
Após Dionísio Lucéro (Jardel Mello), o capataz da fazenda, reclamar que alguém estaria furtando morangos, José Armando sai para caçar codornas e acaba conhecendo Esmeralda, a qual vaga pelas cachoeiras e campos de sua propriedade. A atração é instantânea, mas Esmeralda, ao ser questionada por estar com os morangos nas mãos, ouvir barulhos de tiros antes dele aparecer e sentir cheiro de pólvora em José Armando, logo pensa se tratar de alguém muito ruim e tenta fugir desesperadamente, mas não sem antes ameaçar o rapaz e mordê-lo, quando este tenta segurá-la a força.
Achando curioso e engraçado seu encontro com a moça misteriosa, José Armando diz a todos o que tinha acontecido e sem conseguir parar de pensar em Esmeralda, ele pergunta a Adrian (Daniel Andrade), peão da fazenda e filho de Dionísio, quem seria a bela mulher. Adrian o trata com certa rispidez, não revelando a identidade dela. José Armando, por sua vez, acaba por pensar que ele tem algum relacionamento mais íntimo com Esmeralda e esse desdém, seria um possível ciúme. 
José Armando está comprometido com sua prima, Graziela Álvares Real (Karina Barum), uma moça que não tem outra escolha a não ser submeter-se às ordens de sua mãe, uma mulher ambiciosa e sem escrúpulos morais, chamada Fátima Álvares Real (Tânia Bondesan), esposa do falecido irmão de Rodolfo, que quer usar a filha para se apossar de toda a herança milionária da família. Logo ela e Graziela, ao saberem da história e dessa aproximação feminina perto do rapaz, viajam imediatamente para a fazenda, pois Fátima teme que alguma outra mulher possar roubar o lugar de sua filha.
Alguns dias depois, passeando de cavalo pela fazenda, José Armando avista Esmeralda de longe e tenta chegar até ela. A moça se assusta novamente por achar que é o caçador e foge, mas acaba tropeçando e caindo, sendo socorrida por Adrian, que repudia a atitude de José Armando e, em seguida, acaba revelando a ele que Esmeralda é uma pessoa com deficiência visual.
Bastante chateado com a situação, José Armando desabafa com Margarida sobre o infeliz acontecimento e sua atitude rude. Para sua surpresa, dias depois, ele encontra Esmeralda na igreja da cidadezinha, próxima a pia batismal. Ele toca em suas mãos e fala com ela. Esmeralda se assusta ao perceber que era o tal caçador, tentando mais uma vez fugir, mas, José Armando logo se mostra amigável e a moça se acalma.
Como uma forma de fazer as pazes, José Armando convida Esmeralda para a festa que irá acontecer na fazenda Dona Carolina em sua homenagem. Ela, a princípio rejeita, mas acaba aceitando o convite e chegando em casa, conta tudo que aconteceu a Rosário, que fica surpreendida com a história. Então, à noite, se prepara com Florzinha (Priscila Ferreira), irmã de Adrian, e vai à festa.
A noite se torna muito divertida para os dois. Só que Adrian e Margarida, presentes na festa e atentos ao casal, não veem a situação com bons olhos, pois José Armando já é comprometido, e Esmeralda, uma moça bastante ingênua. Durante as conversas, Esmeralda revela ao rapaz que nunca esteve na casa grande e que gosta muito de frequentar a cachoeira da região.
José Armando no dia seguinte, vai atrás de Esmeralda na gruta da cascata. Durante uma conversa, ela mostra a ele sua coreografia um tanto que desajustada e acaba se desequilibrando. Para não cair de vez, José Armando a segura em seus braços. Finalmente, não resistindo mais àquela imensa atração, ele a beija docemente, sendo este beijo, correspondido por Esmeralda. 
Já Graziela começa a ter aulas de equitação e Adrian é indicado para ser seu professor. Ela acaba por se afastar um pouco das manipulações e chantagens da mãe, pois finalmente se dá conta o quanto ela e Adrian estão completamente apaixonados, embora tenha, em um primeiro momento, rejeitado o rapaz. Para a infelicidade do casal, eles logo percebem que Fátima jamais pertimitiria tal relacionamento, pois o jovem é de origem humilde e Adrian também se decepciona ao perceber que Graziela jamais deixaria o luxo e dinheiro para ficarem juntos e muito menos, enfrentaria a própria mãe.
Começa então, a história de amor entre José Armando e Esmeralda e ao mesmo tempo, Adrian e Graziela também. Ambos os casais tentam lutar contra tudo e todos para continuarem juntos. Todos terão seus destinos mudados e os planos da família Álvares Real, que antes eram outros, tomarão rumos completamente inesperados e bem diferentes do que sempre imaginaram.
Apaixonados, Esmeralda e José Armando casam-se em uma cerimônia civil secreta, o que acaba aproximando a jovem da família Álvares Real. Rodolfo, incomodado com a presença constante de Esmeralda na casa grande, passa a humilhá-la e desprezá-la. Com a intenção de se ver livre da presença da moça, pois Rodolfo acha que Esmeralda não passa de uma aproveitadora, ele a entrega na casa de Malaver, que a deixa trancada em um porão. José Armando sente a falta de Esmeralda e questiona Rodolfo sobre o desaparecimento dela. Sem obter uma resposta, José Armando revela que está casado com a moça, iniciando, assim uma discussão entre os dois, que acaba envolvendo Branca, Rosário, Fátima e Margarida. Para evitar uma agressão, Rosário e Margarida trazem à tona a verdade sobre a troca dos bebês, causando uma grande surpresa em todos. Só então Rodolfo resolve revelar o paradeiro de Esmeralda e José Armando a retira forçadamente da casa de Lúcio Malaver.
Dias depois, José Armando decide contratar os serviços do médico oftalmologista Álvaro Lafaieti (Olivetti Herrera), para recuperar a visão de Esmeralda, depois de descobrir que a deficiência visual dela é reversível. Quase ao mesmo tempo, a jovem descobre que está grávida de José Armando. Ao saber da notícia, Lúcio Malaver mente, dizendo a todos que é o pai da criança, pois a teria engravidado enquanto esteve com ela em cárcere privado. A informação chega ao conhecimento de José Armando, que fica muito perturbado e decide se afastar de Esmeralda, colocando um fim no casamento com ela e abandonando-a. Após dar à luz, Esmeralda se vê obrigada a criar o filho, batizado de José Rodolfo Álvares Real, sem a presença do pai. Ela realiza a cirurgia nos olhos e a operação é um sucesso. Rodolfo, apegado ao neto, pede perdão à Esmeralda e passa a aceitá-la como filha.
Graziela, ao se ver totalmente livre do antigo compromisso com José Armando, está decidida a manter o romance com Adrian, mas continua enfrentando uma grande resistência da mãe, Fátima, que passa a humilhar o rapaz e a forçá-lo a se afastar da moça, aproveitando-se do medo de Graziela em viver a vida que Adrian poderia oferecer a ela. Para ser bem sucedida em suas intenções, Fátima casa a própria filha com um jovem bastante rico, conhecido por Graziela através de indicações e chamado Daniel Linhares (Domingos Meira). Graziela, entretanto, é infeliz em seu matrimônio, e transtornada por estar longe de Adrian, menciona o nome dele em uma noite, enquanto dorme ao lado do marido. Com isso, Daniel pergunta à esposa, no dia seguinte, se Adrian é o rapaz que trabalha para os Álvares Real, e fica enfurecido, levando a esposa em um automóvel em alta velocidade, enquanto exige uma resposta de Graziela. Nisso, Daniel perde o controle do veículo e ambos sofrem um grave acidente; Graziela sobrevive, mas Daniel morre.
Fátima lamenta o ocorrido, mas, ao mesmo tempo, fica entusiasmada ao saber que a filha herdará a fortuna do marido. Revoltada por estar viúva e longe de quem realmente ama, Graziela revela aos pais de Daniel que casou-se contra a própria vontade e por interesses financeiros de Fátima, renunciando, assim, a herança, o que causa constantes brigas entre mãe e filha, estando Graziela disposta a tomar qualquer atitude para poder se casar com Adrian. Já Adrian, na tentativa de esquecer definitivamente Graziela, inicia um romance com a jovem e humilde Aurora (Cris Bessa).
Paralelamente aos acontecimentos, José Armando esforça-se para esquecer Esmeralda, iniciando um namoro com Patrícia Perez Monteiro (Fabiana Alvarez), filha de um dos mentores. Ao descobrir que a Esmeralda não é comprometida, o médico Álvaro tenta conquistá-la, alfabetizando-a através da mãe dele; no entanto, ele quer saber se não existe mais nenhum sentimento entre ela e o ex-marido, para, assim, iniciar um romance. Para isso, Álvaro consegue uma vaga de emprego para ela na mesma clínica de José Armando, sem que ela saiba. Em uma reunião entre médicos, Esmeralda é convocada a servir café aos presentes, entre eles, José Armando. Ao mesmo tempo, José Armando recebe uma pergunta, e ao tentar respondê-la, Esmeralda reconhece a voz dele, e ao identificá-lo, fica desesperada, exigindo um parecer sobre as intenções de Álvaro, ameaçando demitir-se, mas Álvaro a impede.
Dentro da clínica, Patrícia descobre que Esmeralda é ex-esposa de José Armando, e, incomodada, trata Esmeralda como uma rival. José Armando, irritado ao ter que ver Esmeralda constantemente, está decidido a pedir demissão, mas acaba desistindo da ideia.

### Final da trama
Graziela, impactada com os acontecimentos que rodearam a sua vida, fica depressiva e toma uma grande quantidade de remédios, além de entregar-se ao vício do cigarro, enquanto Adrian não é completamente feliz ao lado de Aurora. Desesperada, Graziela inventa uma gravidez para poder se casar com Adrian, mas a farsa acaba sendo descoberta antes do matrimônio. Com isso, os medicamentos trazem um efeito negativo no corpo dela, ela passa muito mal, e, ao ser socorrida, implora pela presença dele. Fátima, então, solicita a presença de Adrian, quando este marca o matrimônio com Aurora. Adrian vai ao encontro de Graziela, e a carrega em seus braços. Apaixonada, Graziela se declara e o beija e, em seguida, morre. Entristecido, Adrian visita o túmulo de sua amada e depois se casa com Aurora, tendo um filho juntos posteriormente, mas ele não consegue esquecer Graziela; Fátima se mostra arrependida, e acaba ficando depressiva e abatida. Ela reconheceu, tardemente, que sempre sufocou sua filha com suas ambições, e os únicos momentos de amor que ela teve de verdade foi ao lado de Adrian sem ela saber. Após a morte da filha, Fátima se torna uma boa pessoa, e para se distrair da depressão decide atuar em causas sociais.
Lúcio Malaver decide realizar uma arriscada cirurgia de reconstituição do rosto, obtendo resultado satisfatório. Com isso, ele obriga a presença de Esmeralda à casa dele, usando o filho dela como recurso. Ao se encontrar com ela, eles acabam discutindo e Malaver sofre um ataque cardíaco. Com remorso e já no hospital, Malaver solicita a presença de José Armando, revelando a ele que o filho de Esmeralda é, também, do próprio José Armando; em seguida, Lúcio morre em decorrência das complicações da cirurgia, deixando Esmeralda como sua única herdeira. Diante dessa revelação, José Armando passa a se aproximar e se apegar ao garoto, e decide lutar para reconhecê-lo legalmente como filho dele.
Emoções Finais
Convencido da relação entre Esmeralda e José Armando, Álvaro marca um casamento com a moça, com intenções de registrar José Rodolfo como seu filho. Ressentido ao descobrir o casamento, José Armando sai desesperado pela fazenda, montado em um cavalo; ao realizar um movimento brusco, o animal reage e José Armando cai, ficando cego. No dia do matrimônio, o juiz sofre um acidente e a cerimônia é suspensa; simultaneamente, Esmeralda descobre que José Armando está acidentado e sai decidida a auxiliá-lo, o que deixa Álvaro contrariado. José Armando quer se desculpar com Esmeralda, mas fica deprimido ao acreditar que ela já está casada. Adrian, então, revela que Esmeralda não se casou novamente, reanimando José Armando. Em uma tentativa de reconquistar Esmeralda, Álvaro aceita auxiliar José Armando a reverter a cegueira, e, com isso, percebe que Esmeralda ainda gosta dele, desistindo do casamento e terminando o romance. Ao descobrir as armações de Patrícia contra Esmeralda, José Armando também rompe seu compromisso. José Armando consegue recuperar a visão, e Esmeralda decide perdoá-lo, esquecendo todo o sofrimento que os cercaram. Ambos casam-se novamente em uma cerimônia religiosa.

## Elenco
| Intérprete         | Personagem                               |
| ------------------ | ---------------------------------------- |
| Bianca Castanho    | Esmeralda Lemos / Esmeralda Álvares Real |
| Cláudio Lins       | José Armando Álvares Real                |
| Lucinha Lins       | Branca Álvares Real                      |
| Paulo César Grande | Rodolfo Álvares Real                     |
| Karina Barum       | Graziela Álvares Real                    |
| Daniel Andrade     | Adrian Lucero                            |
| Tânia Bondezan     | Fátima Álvares Real                      |
| Fabiana Alvarez    | Patrícia Perez Monteiro                  |
| Manoelita Lustosa  | Rosário Lemos                            |
| Maria Estela       | Irmã Piedade                             |
| Sônia Guedes       | Margarida                                |
| Antônio Petrin     | Sabiá                                    |
| Jardel Mello       | Dionísio Lucero                          |
| Olivetti Herrera   | Dr. Álvaro Lafaieti                      |
| Delano Avelar      | Dr. Lúcio Malaver                        |
| Cris Bessa         | Aurora da Mata                           |
| Priscila Ferreira  | Flor Lucero (Florzinha)                  |
| Cleide Queiroz     | Emanuela Cruz                            |
| Ruth Romcy         | Betânia                                  |
| Nara Gomes         | Socorro da Mata                          |
| Pedro Pauleey      | Inácio                                   |
| Marco Lunez        | Januário                                 |
| Patrícia Vilela    | Hilda                                    |
| Graça Berman       | Hortência                                |
| Débora Gomez       | Dóris                                    |
| Tallyta Cardoso    | Tânia                                    |
| Cyda Baú           | Jacinta Cruz                             |
| Josmar Martins     | Firmino                                  |
| Carol Hubner       | Joana                                    |
| Daniela Franco     | Márcia                                   |
| Bibi Menegon       | Amélia                                   |
| Fabiana Meireles   | Lucila                                   |

### Participações especiais
| Intérprete           | Personagem          |
| -------------------- | ------------------- |
| Domingos Meira       | Daniel              |
| Patrícia Salvador    | Pietra              |
| Renato Scarpin       | Marcelo             |
| Carl Schumacher      | Fausto              |
| João Bourbonnais     | Gustavo             |
| Luís Carlos Bahia    | Cláudio             |
| Mário Sérgio Pretini | Bernardo            |
| Nirce Levin          | Mãe de José Armando |

## Produção
O Sistema Brasileiro de Televisão assinou um contrato de cinco anos com a Televisa em abril de 2001 que faria o SBT desembolar cerca de US$ 200 milhões em compras de textos e dublagens de novelas mexicanas. Em relação ao texto, o diretor Jacques Lagôa disse “O texto é mexicano, mas para a versão brasileira suavizamos o tom da representação e o visual dos atores. Nós fizemos com que a representação seja mais verossímil e contemporânea, mais crível para o público”.
O SBT fez imagens aéreas na serra da Cantareira para ilustrar as cenas de Esmeralda. As locações de fazendas em Jundiaí e Fazenda Dona Carolina Bragança Paulista também foram acertadas.
Bianca Castanho fez sua segunda protagonista, após viver Clara em Canavial de Paixões (2003/2004). Para se caracterizar com a personagem-título, ela tingiu o cabelo de castanho e colocou lentes de contato verdes cor de esmeralda. Depois de Esmeralda, Bianca Castanho seria protagonista de outra novela no SBT, Cristal, em 2006.
Inicialmente seria Paulo Gorgulho que interpretaria Rodolfo, tendo se encontrado com o diretor David Grimberg, mas o ator tentou mudar as falas do personagem, e o SBT não permitiu, uma vez que o contrato com a Televisa diz que o texto não pode ser modificado, o que fez com que desistisse do papel. Paulo César Grande entrou em seu lugar.
A dançarina Rosiane Pinheiro, e a atriz Carolina Magalhães, fizeram testes para uma vaga na novela. Natália Rodrigues, Gisele Fraga, Cynthia Falabella, Paola Rodrigues, Liz Vargas, Tallyta Cardoso, David Cardoso Jr., e Maria João Abujamra também fizeram testes.
A vencedora do reality show Casa dos Artistas 4: Protagonistas de Novela, cujo prêmio era participar de uma novela do SBT e um contrato de um ano com a emissora, Carol Hubner, interpretou Joana. Além dela outros participantes do programa atuaram na trama, Cyda Baú e Pedro Paulley.
Mãe e filho na vida real, Lucinha Lins e Cláudio Lins repetiram os papéis na ficção.

## Reprises
Foi reprisada pela primeira vez entre 12 de julho de 2010 e 18 de janeiro de 2011, em 137 capítulos, substituindo Cinema em Casa e antecedendo Maria Esperança.
Foi reprisada pela segunda vez entre  28 de julho de 2014 e 16 de março de 2015, em 164 capítulos, substituindo Café com Aroma de Mulher e antecedendo novamente Maria Esperança.
Foi reprisada pela terceira vez entre 16 de maio e 9 de setembro de 2022, em 85 capítulos, substituindo o seriado norte-americano Henry Danger e sendo substituída pela série investigativa Decisões do Dia, mas sendo exibida apenas para o SBT São Paulo e emissoras sem programação local. A novela foi escalada junto com Carrossel, também com exibição local, e Paixões de Gavilanes, com exibição nacional, com o objetivo de levantar os índices de audiência do horário vespertino.
Com o cancelamento de Paixões de Gavilanes no sétimo capítulo, a novela foi esticada de 1h00min de duração para 1h30min no dia 25 de maio. Um detalhe curioso nesta reprise é que no dia 07 de setembro de 2022, sete capítulos originais foram simplesmente pulados na edição, mais precisamente do capítulo 180 pulava-se para o 187, antecipando seu final que estava previsto para o dia 16 do mesmo mês, apesar da novela ter elevado os índices da faixa vespertina.
Algo semelhante aconteceu no dia 31 de agosto de 2022, quando o SBT pulou 107 capítulos da reprise de Carrossel para antecipar o seu fim. No caso desta, ao contrário de Esmeralda, a novela não estava em sua reta final e o ocorrido foi justificado como ajustes para a nova programação.
Foi exibida pelo canal Fast +Novelas no streaming +SBT entre 19 de agosto a 29 de novembro de 2024, sendo substituída por Amigas & Rivais ás 19h.
Outras mídias
Em 2020, a novela foi disponibilizada no antigo streaming SBT Vídeos, que agora em 2024 é +SBT em 194 capítulos originais na exibição de 2004, com abertura, vinhetas de intervalo e encerramento.

## Repercussão

### Avaliação em retrospecto
Dirceu Alves Jr. da IstoÉ Gente disse "Em Esmeralda, a opção é pelo exagero. Os diálogos são inverossímeis e repletos de chavões. As interpretações beiram a canastrice. O SBT tenta recuperar a audiência de Canavial das Paixões, com sua média de 10 pontos, que não manteve com Seus Olhos, encerrada com oito pontos. Na primeira semana, Esmeralda fechou com 10 pontos, chegando a picos de 13. O SBT não quer revolucionar. Apenas luta por uma fatia do público. O problema é ganhar esse telespectador com uma fórmula que já está ultrapassada há 40 anos. Made in México".
Fátima Cardeal da IstoÉ Gente disse, após o final da novela, que "Ainda que óbvio, fim de Esmeralda mostra que o SBT está aprimorando suas versões para as tramas da Televisa".

## Audiência
Exibição original
Com a estratégia de fugir do confronto com A Escrava Isaura, na RecordTV, que chegava a marcar 15 pontos, Esmeralda estreou às 20h15, hora em que acabava a novela da concorrência. O primeiro capítulo marcou 11 pontos de média e picos de 15 pontos, um aumento de 3 pontos em relação a estreia da antecessora, Seus Olhos. A novela obteve 9 pontos de média em seu primeiro mês e, nos seguintes, subiu para 12.
A estratégia de fazer uma contra-programação deu certo e, em 31 de maio, a trama chegou a 15 pontos. Em 12 de julho marcou 16 pontos e 19 pontos de pico. O último capítulo marcou 18 pontos de média e 24 pontos de pico, sendo a novela uma média geral de 13 pontos, o melhor resultado desde Pérola Negra (1998).
Reprises
No início da primeira reprise da trama, em 2010, as audiências oscilavam entre 4 e 5 pontos e média geral de 5.72 pontos. Na segunda reprise, a trama marcava entre 5 e 8 pontos diários e terminou com média geral de 6.5 pontos. 
Na terceira reprise, a novela registrou 2.1 pontos na sua estreia. Seu segundo capítulo registrou 1.9 pontos. Seu terceiro capítulo registrou 3.2 pontos. Em 27 de maio de 2022, bate recorde com 3.6 pontos. No dia 31, bate novo recorde com 4.1 pontos. Em 24 de junho, bate mais um recorde com 4.2 pontos. No dia 27, segue com a sequência de recordes chegando a 4.8 pontos. No dia 17 de agosto, bate novo recorde com 4.9 pontos. No dia 19, bate mais um recorde com 5.1 pontos. No dia 25, bate recorde de audiência com 5.2 pontos. O último capítulo registrou 4.1 pontos. Teve média geral de 3.89 pontos.

## Exibição internacional
- Angola - Zap Novelas
- Moçambique - Zap Novelas
- Chile -  Chilevisión
- Paraguai -  Telefuturo
- Peru -  Panamericana Televisión
- Venezuela -  Televen
- Bolívia - Cadena A (2021)
- Paraguai - LATELE (2022)

## Trilha sonora
- 1. "Ela é um Anjo" ("Esmeralda") - Br'oz
- 2. "Grande Amor" - Luciana Mello
- 3. "Sem Você "("No dejo de sentir") - Rouge
- 4. "If"  - David Gates
- 5. "Se" ("If") - Chitãozinho & Xororó
- 6. "Mi Mancherai" - Josh Groban
- 7. "Eu amo Você"  - Maurício Manieri
- 8. "Eu estarei pensando em você" ("Right here waiting for you") - Yahoo
- 9. "Esmeralda" - Harmonia do Samba
- 10. "Ella és un Angel" - Chris Durán
- 11. "Esmeralda" - Marcos Frota